# Kombinacja norweska na Mistrzostwach Świata w Narciarstwie Klasycznym 1966
Zawody w kombinacji norweskiej na XVII Mistrzostwach Świata w Narciarstwie Klasycznym odbyły się w dniach 20–21 lutego 1966 w norweskim Oslo.

## Wyniki

### Skocznia normalna/15 km
- Data: 21 lutego 1966

| Medal | Zawodnik          | Państwo    | Wynik  |
| ----- | ----------------- | ---------- | ------ |
|       | Georg Thoma       | RFN        | 444,66 |
|       | Franz Keller      | RFN        | 443,04 |
|       | Alois Kälin       | Szwajcaria | 440,73 |
| 4     | Ralph Pöhland     | NRD        | 439,42 |
| 5     | Boris Czeremuchin | ZSRR       | 434,04 |
| 6     | Jurij Simenow     | ZSRR       | 430,16 |
| 7     | Mikkel Doblaug    | Norwegia   | 428,19 |
| 8     | Roland Weißpflog  | NRD        | 427,30 |
| 9     | Markus Svendsen   | Norwegia   | 427,11 |
| 10    | Jewgienij Łoginow | ZSRR       | 425,22 |